# Petrolisthes heterochrous
Petrolisthes heterochrous is een tienpotigensoort uit de familie van de Porcellanidae. De wetenschappelijke naam van de soort is voor het eerst geldig gepubliceerd in 1986 door Kropp.